# Gardner (Kansas)
Gardner ist eine Stadt im US-Bundesstaat Kansas im Johnson County. Das U.S. Census Bureau hat bei der Volkszählung 2020 eine Einwohnerzahl von 23.287 ermittelt. Bei Gardner handelt es sich um einen Vorort innerhalb der Metropolregion Kansas City.

## Geschichte
Gardner wurde im Jahr 1857 an der Stelle gegründet, an der sich der Santa Fe Trail und die Oregon/California Trails teilten. Der Santa Fe Trail führte nach Südwesten über Sante Fe und Albuquerque in Richtung Los Angeles und San Diego. Die Oregon/California Trails verliefen einige Meilen nach Westen, bevor sie nach Norden in das Tal des Kansas River abbogen, dem Big Blue River ins heutige Nebraska folgten, dem Platte River nach Westen folgten und sich schließlich im heutigen Wyoming, Idaho oder Utah teilten.
Gardner wurde hauptsächlich von Auswanderern aus Massachusetts besiedelt und nach Henry Gardner, dem damaligen Gouverneur von Massachusetts, benannt. Vier Jahre nach ihrer Gründung war sie die erste Gemeinde in Johnson County – und vielleicht die erste im ganzen Bundesstaat –, die einen Angriff durch konföderierte Truppen erlebte.
Das erste Postamt in Gardner wurde 1858 eingerichtet. 1887 wurde Gardner zu einer eigenständigen Gemeinde erhoben.

## Demografie
Nach der Schätzung von 2019 leben in Gardner 22.031 Menschen. Die Bevölkerung teilte sich im selben Jahr auf in 87,5 % Weiße, 3,3 % Afroamerikaner, 0,4 % amerikanische Ureinwohner, 1,5 % Asiaten, 0,1 % Ozeanier und 5,5 % mit zwei oder mehr Ethnizitäten. Hispanics oder Latinos aller Ethnien machten 7,5 % der Bevölkerung aus. Das mittlere Haushaltseinkommen lag bei 78.180 US-Dollar und die Armutsquote bei 6,7 %.
| Jahr | Einwohner¹ |
| ---- | ---------- |
| 1900 | 475        |
| 1950 | 676        |
| 1960 | 1.619      |
| 1970 | 1.839      |
| 1980 | 2.392      |
| 1990 | 3.191      |
| 2000 | 9.396      |
| 2010 | 19.123     |
| 2020 | 23.287     |

¹ 1900 – 2020: Volkszählungsergebnisse

## Trivia
2022 erklärte die North American Vexillological Association die Flagge von Gardner zu einer der 25 vexillologisch schlechtesten der USA.

## Söhne und Töchter der Stadt
- Ray McIntire (1918–1996), Chemieingenieur